# Haglunds bro
Haglunds bro är den bro i Uppsala där Skolgatan passerar Fyrisån. Bron anlades i början av 1900-talet för pengar som donerats av bankkassören August Haglund (1837-1914). Det fanns tidigare en gångbro på platsen som flyttades norrut och numera kallas Eddaspången. Haglunds bro har två körfält för biltrafik med separat gång- och cykelbana på båda sidor.
Starten för forsränningen brukar gå strax norr om Haglunds bro.